# Саки (авіабаза)
Саки — авіабаза поряд з селищем міського типу Новофедорівка в Євпаторійському районі у Криму.
База належить Збройним силам України, там розташовувалась 10-та морська авіаційна бригада ВМС України. З 2014 року база була окупована Росією, на авіабазі став дислокуватися 43-й окремий штурмовий авіаційний полк ВПС РФ, озброєний бомбардувальниками Су-24 та винищувачами Су-30.
Частиною авіабази є полігон злітно-посадкових систем «Нитка» — комплекс, збудований за часів СРСР для відпрацювання льотчиками палубної авіації техніки зльоту і посадки літака на палубу авіаносця.

## Історія
Перший аеродром, тоді ще ґрунтовий, біля села яке тоді називалось Ново-Федорівка збудували на початку 1930-х років для Качинського військового училища льотчиків, розташованого в Севастополі. Перед Другою світовою війною на аеродромі базувалися бомбардувальники ДБ-3Ф 21-го далекобомбардувального полку. Полк із 26 червня 1941 року почав завдавати бомбових ударів по нафтопромислах Плоєшті та порту Констанца. У жовтні 1941-го аеродром був зайнятий німецькими військами. Німці побудували кілометрову ЗПС із шестигранних бетонних плит, тут базувалися чотири авіакрила Люфтваффе, що мали на озброєнні літаки Не-111, Me-109, Ju-87.
Після закінчення війни селище Ново-Федорівка втратило своє ім'я, на його місці було створено військовий авіаційний гарнізон «Саки-4». До скорочення армії, у 1959—1960 роках, на ньому базувалось декілька різних частин: мінно-торпедна дивізія, розвідувальний полк, окрема буксирувальна ескадрилья, а з 1960 лишився лише 30-й окремий дальній розвідувальний авіаполк. На озброєнні полку були літаки Іл-28Р, потім Ту-16Р та Ту-22Р.
У 1945 році, під час Ялтинській конференції, саме аеродром у Новофедорівці приймав делегації країн союзників: прем'єр-міністра Великої Британії Вінстона Черчилля і президента США Франкліна Рузвельта.
У 1970 році МО СРСР вирішило побудувати авіаносці та для тренування пілотів палубної авіації на авіабазі. У 1982 році було збудовано наземний випробувальний тренувальний комплекс «НИТКА» — аналог палуби авіаносця. Тут також служив і був командиром першої групи літаків, що сіли на авіаносець, Тимур Апакідзе, пізніше генерал-майор авіації.
З 2004 і до березня 2014 року на авіабазі розташовувалась 10-та морська авіаційна бригада ВМС України вона мала на озброєнні транспортні літаки Ан-2 та Ан-26, літак-амфібію Бе-12, а також багатоцільові гелікоптери Мі-14, Ка-27 та інші.
З червня 2014 року на аеродромі тимчасово базується 43-й ОШАП.

### Російсько-українська війна
9 серпня 2022 року на авіабазі пролунали потужні вибухи на аеродромі російських окупантів. За повідомленнями місцевих мешканців стало відомо, що спочатку пролунали 4 вибухи, згодом було повідомлено про 6-7, а потім навіть — 15 потужних вибухів. Саме з цього військового аеродрому злітають винищувачі та бомбардувальники, які в ході широкомасштабного російського вторгнення в Україну атакують населені пункти Південної України.
В ніч на 21 вересня 2023 року по авіабазі «Саки» було завдано масованого удару безпілотниками та ракетами. На летовищі на той час перебувало  щонайменше 12 бойових літаків Су-24М та Су-30, ПЗРК «Панцирь», а також перебувала база підготовки операторів дронів «Mojaher». Ці безпілотники окупанти зазвичай регулярно  застосовують для координації власних повітряних атак та як бойові ударні дрони.
4 січня 2024 року, за даними Головного управління розвідки Міністерства оборони України, була здійснена комплексна спецоперація на території тимчасово окупованого Криму. Цілями атаки, проведеної воїнами ГУР МО України та Повітряних сил ЗСУ спільно із силами сектору оборони держави, стали російські позиції РЛС на аеродромі у Саках та склад боєприпасів поблизу населеного пункту Гришине.
У ніч на 4 серпня 2025 року Служба безпеки України провела успішну спецоперацію на військовому аеродромі «Саки». Уражено щонайменше 5 російських бойових літаків — повністю знищено багатоцільовий винищувач Су-30СМ, ще один та три фронтові бомбардувальники Су-24 зазнали пошкоджень. Крім того, було уражено склад авіаційного озброєння на території бази.

## Катастрофи та інциденти
- 30 жовтня 1974 року під час тренувального польоту впав в Чорне море літак Ту-22Р (бортовий № 24). Екіпаж загинув: командир полковник Фісенко, штурман майор Самсоненко, оператор капітан Кузнєцов. На їх честь на території селища Новофедорівка поставлено пам'ятник[10].
- У травні 2021 року у літаку Су-30СМ, який стояв на землі, спрацювала катапультна система, в результаті декілька інженерів з наземного персоналу було поранено, а літак отримав пошкодження[11].